# Ein Sommer in Schottland
Ein Sommer in Schottland ist ein deutsch-österreichischer Liebesfilm des Regisseurs Michael Keusch aus dem Jahr 2012. In den Hauptrollen agieren Marion Kracht als ehemalige Austauschschülerin Monika Bach und Sascha Hehn als schweigsamer Weltenbummler und eigenwilliger Landschaftsfotograf Richard Travis. In tragenden Rollen sind Christiane Blumhoff, David C. Bunners und Henriette Richter-Röhl besetzt. Bei dem in der Rubrik „Herzkino“ startenden ZDF-Sonntagsfilm handelt es sich um die achte Folge der Filmreihe Ein Sommer in …, die an wechselnden Schauplätzen der Welt spielt. 

## Handlung
Die von ihrem Mann geschiedene Monika Bach bekommt von ihrer Mutter Gertrud eine Busreise nach Schottland geschenkt. Als Austauschschülerin war Monika bereits vor 30 Jahren einmal in dem Land und hat die Zeit immer noch in bester Erinnerung. Doch leider gestaltet sich die Reise in dem Bus, der außer ihrer Mutter auch noch voll mit Rentnern ist, für Monika nicht sehr angenehm. Als sich ihr die Gelegenheit bietet, verlässt sie die Reisegruppe und macht sich auf eigene Faust auf die Suche nach einer Spur, die sie zu ihrer ersten Liebe führen soll: Monika lernte nämlich damals Angus Sinclair kennen, der ihr seit dieser Zeit nicht mehr aus dem Kopf gegangen war.
Auf ihrem Weg begegnet sie Richard Travis, einen Weltenbummler und Landschaftsfotografen, und beinahe gleichzeitig findet sie auch ihre alte Liebe Angus wieder, der mittlerweile ein gemachter Mann in der Whiskybranche ist. So hat Monika nach ihrer Scheidung plötzlich die Wahl zwischen zwei attraktiven Männern und nicht zuletzt ihrer Mutter, die seit dem Tod ihres Mannes alleine lebt.
Zunächst plagt Monika ein schlechtes Gewissen: Sie möchte ihre Mutter nicht allein zurückreisen lassen und beschließt, mit der Reisegruppe wieder nach Hause zu fahren. Am Tag der Abreise entscheidet sie sich jedoch anders, auch wenn ihre Koffer bereits gepackt sind. Sie will in Schottland bleiben. Obwohl Monika nicht damit gerechnet hat, zeigt ihre Mutter großes Verständnis. Monikas Weg zurück mit dem Auto führt zu Richard, für den sie sich letztendlich entschieden hat.

## Produktion

### Produktionsnotizen
Bernadette Schugg produzierte den Liebesfilm für Moviepool GmbH (München) im Auftrag des ZDF und ORF. Gedreht wurde in Schottland.

### Erstausstrahlung und Filmtitel im Ausland
Ein Sommer in Schottland wurde am 26. September 2012 erstmals im ORF 2 ausgestrahlt, vier Tage später war die Erstausstrahlung im ZDF. Auf DVD veröffentlicht wurde der Film am 12. Oktober desselben Jahres.
In Spanien wurde die Produktion unter dem Titel Un verano en Escocia gesendet, in Italien unter dem Titel Un'estate in Scozia.

## Kritik
TV Spielfilm bezeichnete den Film etwas abwertend als „Schmonzette“ und urteilte mit einem zur Seite gestreckten Daumen: „Wie eine Traumschiff-Folge auf Landgang“. Das Fazit der Programmzeitschrift lautet: „Destilliert bis auf den seichten Kern“.
Rainer Tittelbach ging mit harten Worten ins Gericht und urteilte scharf: „Kracht und Hehn machen sich besser als erwartet. Aber diese volkstümlich hemdsärmelige Komödienhaftigkeit macht mehr kaputt als die Wohlfühlklischees“. Der Filmkritiker zog ein beinahe vernichtendes Fazit: „Ein eher schwacher Film aus der sonst oft so erfrischenden Reihe. Etwas für die älteren Herrschaften“.